# Alessandro Altobelli
Alessandro Altobelli (Sonnino, 1955. november 28. –) világbajnok olasz labdarúgó, csatár.

## Pályafutása

### Klubcsapatban
Az FC Latina csapatában kezdte a labdarúgást, ahol 1973-ban mutatkozott be az első csapatban. 1974-ben igazolt a Brescia Calcio együtteséhez. Itt három szezonon át játszott. 1977 és 1988 között pályafutása jelentős részét az Internazionale csapatában töltötte. Az Interrel egyszeres bajnok és kétszeres olasz kupa-győztes volt. Az 1988–89-es idényben a Juventus, a következő idényben ismét a Brescia Calcio labdarúgója volt. 1990-ben vonult vissza az aktív labdarúgástól.

### A válogatottban
1979–80-ban kétszer játszott az olasz U21-es válogatottban és két gólt ért el. 1980-ban háromszoros olimpiai válogatott volt és háromszor talált az ellenfél kapujába. 1980 és 1988 között 61 alkalommal szerepelt az olasz válogatottban és 25 gólt szerzett. Tagja volt az 1980-as Európa-bajnoki negyedik helyezett csapatnak. 1982-ben Spanyolországban világbajnok lett az olasz válogatottal. Az 1986-os mexikói világbajnokságon a nyolcaddöntőben búcsúzott a csapattal a francia válogatottól elszenvedett 2–0-s vereség után. 1988-ban az NSZK-beli Európa-bajnokságon bronzérmet nyert az olasz válogatottal.

## Sikerei, díjai
Olaszország
- Világbajnokság
  - világbajnok: 1982, Spanyolország
- Európa-bajnokság
  - bronzérmes: 1988, NSZK
  - 4.: 1980, Olaszország

 Internazionale
- Olasz bajnokság (Serie A)
  - bajnok: 1979–80
- Olasz kupa (Coppa Italia)
  - győztes: 1978, 1982